# Day Dreaming/96 Tears
Day Dreaming/96 Tears è un singolo di Aretha Franklin pubblicato nel 1971.

## Descrizione
Il brano sul lato A Day Dreaming è estratto dall'album Young, Gifted and Black
Del brano sono state registrate alcune cover, fra cui si ricordano quelle di Mary J. Blige, Natalie Cole, Will Downing, Penny Ford, Michel'le, Corinne Bailey Rae e Tamia. Nel 2001 la stessa Franklin ha registrato nuovamente il brano insieme al gruppo Groove Armada.
Il lato B 96 Tears, già pubblicato nel 1967 nell'album Aretha Arrives è la cover dell'omonimo brano dei Question Mark & the Mysterians.
Il disco rimase per due settimane in vetta alla classifica Hot Soul Singles nell'aprile 1972, e raggiunse anche la posizione numero cinque della Billboard Hot 100.

## Tracce
1. Day Dreaming
2. 96 Tears

## Classifiche
| Classifica (1972)                | Posizione più alta |
| -------------------------------- | ------------------ |
| U.S. Billboard Hot 100           | 5                  |
| U.S. Billboard Hot Black Singles | 1                  |